# 史特靈市
史特靈市（英語：City of Stirling）是澳大利亞西澳府城伯斯大都會內北部的一個地方政府 ，位于市中心以北10公里，市轄境有105.2平方公里；2008年，居民有193,300人，是西澳大利亚人口最多的地方政府区域。

## 历史
史特靈市是1871年设立的。设立时的面积还包括今天的旺納盧市、贝斯华特市和貝爾蒙市。

## 議會
史特靈市議會有議席14座，分由7個選區，各選出2位議員，市長非直選。

## 区
史特靈市分七个区，每个区有两名议员，每任任期四年，每两年选举一人。市长是由议员选举得出的。
1961年7月1日进行的行政区域改革过程中它变成郡，1971年1月24日改名为史特靈市。

## 人口
| 年     | 人口    |
| ------ | ------- |
| 1911年 | 5,066   |
| 1921年 | 12,043  |
| 1933年 | 19,987  |
| 1947年 | 30,989  |
| 1954年 | 50,090  |
| 1961年 | 84,045  |
| 1966年 | 114,410 |
| 1971年 | 154,882 |
| 1976年 | 162,313 |
| 1981年 | 161,858 |
| 1986年 | 164,687 |
| 1991年 | 172,064 |
| 1996年 | 172,819 |
| 2001年 | 167,578 |
| 2006年 | 176,872 |

- 1996年的人口包含9,703名1998年从贝斯华特市转来的居民

## 外部連結
- 史特靈市政府官方網站（页面存档备份，存于）